# スーパーロボット大戦OGサーガ 魔装機神III PRIDE OF JUSTICE
『スーパーロボット大戦OGサーガ 魔装機神III PRIDE OF JUSTICE』（スーパーロボットたいせんオージーサーガ まそうきしんスリー プライド・オブ・ジャスティス）は、2013年8月22日にバンダイナムコゲームスから発売された、PlayStation 3およびPlayStation Vita用ゲームソフトである。
キャッチコピーは、「ラ・ギアスに拡がる波紋 問われる正義の在処」。

## 概要
「スーパーロボット大戦シリーズ」のカテゴリの一つである「魔装機神シリーズ」の一作で、2012年にPlayStation Portableで発売された『スーパーロボット大戦OGサーガ 魔装機神II REVELATION OF EVIL GOD』の直接の続編にあたる。スーパーロボット大戦シリーズ初のマルチプラットフォーム（PS3・PS Vita）タイトルで、加えてVita版はシリーズ初の同ハード向けの新規タイトルでもある。
スーパーロボット大戦シリーズでは初の試みとして、PS3版とPS Vita版とのセーブデータを共有できる「クロスセーブ機能」を搭載している。
PS Vita版においては、PS Vita TVでのプレイに対応している。また、標準のスクリーンショット機能は使用不可となっている。

## プロモーション

### webラジオ
本作のプロモーションとして、スーパーロボット大戦公式ブログのWEBラジオ版が「熱血!必中!ボイス・スパログ! 〜魔装機神III篇〜」として2013年7月30日から8月21日まで配信された。2013年11月27日に特別篇が配信された。パーソナリティーは主人公マサキ・アンドー役の緑川光とプロデューサーの寺田貴信。

## 関連商品

### 攻略本
- スーパーロボット大戦OGサーガ 魔装機神III PRIDE OF JUSTICE パーフェクトガイド ISBN 978-4-04-729229-1